# Le Magnat
Pour les articles homonymes, voir Magnat.
Pour plus de détails, voir Fiche technique et Distribution.
Le Magnat (Il magnate) est une comédie italienne réalisée par Giovanni Grimaldi et sorti en 1973.

## Synopsis
Furio Cicerone, un grand entrepreneur sicilien qui a gravi les échelons, se trouve bloqué par un prêt bancaire en raison d'une cotisation indispensable. La somme importante qu'il demande n'est disponible qu'au bout de cinq jours à compter de l'expertise, alors qu'il en a besoin immédiatement pour éviter que son contrat de travail ne soit annulé ; il se tourne alors vers une connaissance, Gianni, qui lui impose toutefois des conditions pour l'aider.
Les conditions imposées par Gianni sont qu'il soit autorisé à faire la cour à Clara, la femme de Furio, et éventuellement à avoir des rapports sexuels avec elle, le tout sans que Furio n'intervienne. Furio, les mains liées, accepte à contrecœur ; Clara, qui se sent mise au second plan, décide de jouer le jeu avec les deux hommes.
Clara, voulant leur donner une leçon à tous les deux, leur fait croire qu'elle est à la fois fidèle et idiote. Gianni, par une manœuvre sournoise, parvient à prolonger la durée du contrat afin de gagner du temps ; malgré cette ruse, son astuce ne sert à rien, car Clara se rend compte que Gianni n'a pas l'intention de respecter les termes convenus. Clara, voyant Furio supplier Gianni d'arrêter ces bêtises, comprend que son mari est prêt à se ruiner plutôt que d'avoir une femme infidèle.
Clara, en revanche, veut donner une leçon à Furio : elle lui dit qu'elle veut le laisser seul pendant un certain temps parce qu'elle veut qu'il réfléchisse au fait que l'amour et l'affection ne sont pas des marchandises à troquer ou à acheter et à vendre.
Furio, furieux, prend le volant de sa voiture et percute délibérément celle de Gianni.

## Fiche technique
Sauf indication contraire, les informations mentionnées dans cette section peuvent être confirmées par la base de données cinématographiques IMDb,  présente dans la section « Liens externes ».
- Titre français : Le Magnat
- Titre original italien : Il magnate[1],[2],[3]
- Réalisateur : Giovanni Grimaldi
- Scénario : Giovanni Grimaldi
- Photographie : Angelo Lotti
- Montage : Daniele Alabiso (it)
- Musique : Enrico Simonetti
- Décors : Giuseppe Bassan
- Costumes : Giulia Mafai (it)
- Maquillage : Alvaro Rossi
- Production : Lello Luzi
- Société de production : Italian International Film, Medusa Distribuzione, Princeps Produzioni Cinematografiche e Televisive
- Pays de production :  Italie
- Langue originale : italien
- Format : Couleurs
- Durée : 101 minutes
- Genre : Comédie
- Dates de sortie :
  - Italie : 3 mars 1973

## Distribution
- Lando Buzzanca : Furio Cicerone
- Rosanna Schiaffino : Clara
- Jean-Pierre Cassel : Gianni
- Pier Paola Bucchi : Marta
- Empedocle Buzzanca : l'enquêteur engagé par Gianni
- Amato Garbini : Bigiarotti, le directeur de la banque
- Guido Cerniglia : Mingotti, le directeur adjoint de la banque
- Michele Cimarosa : le policier au poste de police
- Antonio La Raina : Lanzetti, le comptable de Furio
- Renato Malavasi : l'ouvreur de banque
- Enrico Marciani : un employé de Furio
- Fulvio Mingozzi : un planificateur de Furio
- Gino Pagnani : le commissaire
- Carmen Scarpitta : Rita, la femme de Gianni